# 草木ひなの
草木 ひなの（くさき ひなの、2008年4月4日 - ）は、日本の女子スケートボーダー。土浦日本大学高等学校通信制課程在学中。スターツ所属。

## 経歴
茨城県つくば市出身。8歳で競技を始める。
2021年の日本スケートボード選手権で初優勝し、翌2022年の同大会で2連覇。
2022年の日本オープンでは53.53で優勝。
2023年9月、中華人民共和国・杭州市で行われたアジア競技大会に出場。決勝で88.87とし、金メダルを獲得。10月、イタリア・ローマで行われたパークの世界選手権に出場。93.20で銀メダルを獲得。11月、日本スケートボード選手権で3連覇。
2024年6月23日、パリオリンピック予選シリーズ第2戦の決勝で5位となり、オリンピック代表に内定した。
2024年8月のパリオリンピックでは、69.76で8位。9月のパーク世界選手権では、91.44で2大会連続の銀メダル獲得。
2025年4月に行われた日本オープンでは80.11で優勝。

## テレビ出演
- スポーツ×ヒューマン「誰よりも速く 駆け上がる スケートボード　草木ひなの」（2024年3月29日、NHK BS1）[17]